# Карл Данський
Карл Данський (дан. Carl af Danmark; 26 жовтня 1680, Копенгаген — 8 червня 1729, Факсе) — принц датський і норвезький, четвертий син короля Данії Крістіана V та його дружини королеви Шарлотти Амалії Гессен- Кассельській. Молодший брат короля Фредеріка IV.

## Біографія
Виховувався під наглядом державного міністра та обергофмейстера Йоганна Георга фон Гольштейна та Крістіана Зігфріда фон Плессена.
З дитинства був хворобливою дитиною. У 1696—1699 роках здійснив закордонну поїздку. Він та його супутник, Карл Адольф фон Плессен, були проінструктовані уникати, наскільки це можливо, європейських столиць, де перебування не могло принести користь ні його навчанню, ні його релігійності, а також зустрічам із придворними особами. Тривалий час принц провів у Монпельє, потім вирушив до Італії. У квітні 1699 повернувся до Данії, незадовго до того, як помер Крістіан V, і його старший брат зійшов на трон.
У 1697 року Данія планувала укласти союз зі Швецією шляхом подвійного весілля. Шведський король Карл XII повинен був одружитися з принцесою Софією Гедвіґою Данською, а принц Карл — з принцесою Ядвігою Софією Шведською.
Переговори про заручини з принцом Карлом також не вдалися. Данія та Швеція з 1700 року брали участь у Великій Північній війні як вороги.
Карл Данський ніколи не був одружений і не мав дітей, а також ніколи не займався якоюсь політичною діяльністю. Натомість він вів замкнене життя у своїх маєтках, у тому числі палаці Шарлоттенборг у Копенгагені, успадкованому після смерті матері.
Перебував під впливом пієтизму, проте також займався алхімією.